# 下北沢駅前劇場
駅前劇場（えきまえげきじょう）は、東京都世田谷区下北沢にある小劇場演劇の劇場である。

## 概要
本多劇場グループ代表・本多一夫によって1984年（昭和59年）10月に開場した。
経営は本多劇場グループで、現在下北沢にあるグループ系列劇場のうち3番目にオープンし、客席数は180席である。名前が示すとおり、下北沢駅の駅前広場に面したビルの3階にあり、ビル内の同じフロアに実験的演劇空間であるOFF・OFFシアター（旧名「下北沢ロングランシアター」）が入居している。
主に新進気鋭の若手劇団が利用している。

## アクセス
- 小田急小田原線「下北沢駅」東口改札より徒歩約3分
- 京王井の頭線「下北沢駅」中央口改札より徒歩約3分